# Daouda Sow (Boxer)
Daouda Sow (* 19. Januar 1983 in Roubaix) ist ein französischer Profiboxer im Halbweltergewicht. Als Amateur gewann er bei den Olympischen Spielen 2008 in Peking die Silbermedaille im Leichtgewicht.

## Werdegang

### Amateurkarriere
Daouda Sow wurde 2005 Französischer Vizemeister im Federgewicht und gewann in dieser Gewichtsklasse auch noch jeweils die Silbermedaille bei den EU-Meisterschaften 2005 und den Frankophonen Spielen 2005, wobei er unter anderem Stephen Smith und Aboubakr Lbida besiegen konnte.
2007 wurde er Französischer Meister im Leichtgewicht und gewann die Goldmedaille bei den EU-Meisterschaften, wobei er unter anderem Andrzej Liczik, Domenico Valentino und Eugen Burhard schlagen konnte. Er startete daraufhin auch bei den Weltmeisterschaften 2007, wo er im ersten Kampf gegen Ramal Amanov unterlag.
Im April 2008 gewann er die europäische Olympiaqualifikation in Athen, wobei er sich unter anderem gegen Artur Schmidt, Koba Pchakadse und Georgian Popescu durchsetzen konnte. Bei den Olympischen Spielen 2008 in Peking besiegte er Kim Song-guk, José Pedraza, Hu Qing und Yordenis Ugás, ehe er im Finale knapp mit 9:11 gegen Alexei Tischtschenko unterlag und die olympische Silbermedaille im Leichtgewicht gewann.
2009 wurde er nochmals Französischer Meister im Leichtgewicht.

### Profikarriere
Daouda Sow gewann sein Profidebüt im Juli 2009. Im Juli 2011 gewann er den Französischen Meistertitel im Leichtgewicht und konnte diesen im Mai 2012 verteidigen. Nachdem er im März 2016 gegen Renald Garrido und im April 2017 gegen Yazid Amghar verloren hatte, bestritt er für fast zwei Jahre keinen Kampf mehr.
Im April 2019 gab er sein Comeback.

## Weblink
- BoxRec-Profil